# 热带浩室
热带浩室（英語：Tropical house，又名Trop house），是深度浩室的一个子流派 ，也结合了舞厅和巴利阿里节拍等的元素。 这一流派的音乐人常常会参与到明日世界等在夏季举办的音乐节中。托马斯·杰克（英語：Thomas Jack）、凯戈（英語：Kygo）、马托马（英語：Matoma）、失落频率（英語：Lost Frequencies）、SeeB等音乐人为热带浩室的推广做出了贡献。
“热带浩室”一词源于澳大利亚音乐制作人托马斯·杰克的一句玩笑，但随后这一说法逐渐在听众中流行起来。“Trouse”不应与此词混淆，那是一种使用电子合成器、结合Trance的感觉和渐进浩室的节拍的音乐流派。

## 历史
从20世纪80年代的Hi-NRG音乐中汲取灵感，鮑勃·桑克拉爾（英語：Bob Sinclar）和伊夫·拉罗克在21世纪00年代中后期创作了一些具有热带浩室特征的全球性热门单曲，与当时电子音乐的其他子类别在风格上形成鲜明的对比。2012年，独角兽小子（英語：Unicorn Kid）创造了使用更快节奏的tropical rave——这便是后来被叫做热带浩室的流派。然而，直到2013年，随着Klangkarussell的“Sun Don't Shine”的发布，以及凯戈、羅賓·舒爾茨等制作人的走红，热带浩室才成为舞曲的一股潮流。在2014年到2015年间，失落频率、菲利克斯·耶恩（德語：Felix Jähn）、亚历克斯·阿代尔（英語：Alex Adair）、山姆·费尔特（英語：Sam Feldt）、Bakermat、Klingande和Faul & Wad Ad也凭借他们的热带浩室热门单曲加入这一行列。

## 特征
热带浩室是深度浩室的子流派，而深度浩室又是浩室音乐的子流派。因此，它拥有浩室音乐的特征，包括合成器乐器和4/4拍的底鼓节奏。区别于深度浩室阴暗的听感，热带浩室往往听上去令人振奋而放松。热带浩室的节奏比深度浩室慢一点（110-115bpm）。与电子浩室等不同，热带浩室通常不使用pumping这种压缩效果。它常常采用热带乐器，如钢鼓、马林巴、吉他、萨克斯甚至长笛，有时也会用舞厅和雷鬼音乐中常用的Dembow节奏。